# Oberon (måne)
 For alternative betydninger, se Oberon. (Se også artikler, som begynder med Oberon)
Oberon er en af planeten Uranus' måner: Den blev opdaget den 11. januar 1787 af William Herschel.

## Navngivning
I 1852 foreslog Herschels søn John Herschel at kalde de fire Uranus-måner man kendte dengang, for Ariel, Oberon, Titania og Umbriel. William Lassell, som året forinden havde opdaget månerne Ariel og Umbriel, bakkede op om forslaget, ligesom han støttede John Herschels navneforslag vedrørende Saturn-måner og selv fulgte det ved at kalde den Saturn-måne han selv havde opdaget, for Hyperion.
Alle Uranus' måner er opkaldt efter skikkelser fra William Shakespeares og Alexander Popes værker. Oberon har navn efter elverkongen Oberon fra A Midsummer Night's Dream. Oberon kendes desuden under betegnelsen Uranus IV (IV er romertallet for 4).

## Oberons overflade
De eneste nærbilleder af Oberon stammer fra rumsonden Voyager 2's forbiflyvning i januar måned 1986: På dette tidspunkt vendte den sydlige halvkugle mod solen, så kun denne del af Oberon er blevet studeret fra nært hold.
Oberon består af omkring 50% vand-is, 20% frossen metan og kulstof/kvælstof-forbindelser, samt 30% silikater (klippemateriale). Overfladen er et gammelt is-landskab med talrige kratre; i bunden af mange af disse kratre ses et mørkt materiale. Der ud over er der meget lidt på Oberons overflade der tyder på et "geologisk" aktivt indre.